# Tarantói Johanna örmény királyné
Tarantói Johanna (1297 – Kis-Örményország (Kilikia), 1323. március), felvett neve: Irén, olaszul: Giovanna (Irene) di Taranto, örményül: Ժաննա (Իռենեն) Տարենտացի, franciául: Jeanne (Irène) de Tarente, örmény királyné, tarantói hercegnő. Először I. Osin örmény király második felesége, majd Osinnak, Korikosz urának, Örményország régensének szintén a második felesége. I. Johanna nápolyi királynő második férjének, Tarantói Lajosnak, valamint II. Fülöp tarantói hercegnek a mostohanővére. I. Károly (Róbert) magyar királynak és I. Johanna nápolyi királynő apjának, Anjou Károly calabriai hercegnek az elsőfokú unokatestvére. Korikoszi Mária örmény királyné anyja és Oghruy Mária örmény királyné nagyanyja. Az Anjou-ház tarantói ágának a tagja.

## Élete
Apja I. (Anjou) Fülöp (1278 körül–1332) tarantói herceg, második házassága révén címzetes konstantinápolyi latin császár, II. Károly nápolyi király és Árpád-házi Mária magyar királyi hercegnő negyedszülött fia. Tarantói Johanna örmény királyné Árpád-házi Mária nápolyi királyné unokájaként V. István magyar király dédunokája volt. Tarantói Johanna királyné anyja Angelina Tamar (Katalin) (1277–1311), I. Nikeforosz Angelosznak, Epirosz despotájának a lánya. Tarantói Johanna Irén néven 1316. februárjában I. Osin örmény király második feleségeként Örményország királynéja lett. A házasságból két gyermek született, de mindkettő kiskorában meghalt. I. Osin király meggyilkolása (1320) után a férjének az első házasságából származó fia, Johanna mostohafia, a kiskorú IV. Leó nevében régensként uralkodó Korikoszi Osin erőszakkal feleségül vette, és ebből a házasságból két lánya született, akik már megérték a nagykorúságot, közöttük Mária, későbbi örmény királyné. A második lánya szülésébe halt bele.

## Gyermekei
- 1. férjétől, I. Osin (1282–1320) örmény királytól, 2 gyermek:
  - György (1316–1323 után) örmény királyi herceg és trónörökös, gyermekkorában meghalt
  - N. (gyermek) (1317–fiatalon) örmény királyi herceg(nő)
- 2. férjétől, Osintól (–1329), Korikosz urától, Örményország régensétől, 2 leány:
  - Mária (1321–1377/1405) korikoszi úrnő, az Idősebb Mária királyné, férje III. (Neghiri) Konstantin (1313–1362/63) örmény király, 2 fiú, többek között:
    - Neghiri Osin (1345 előtt–1356/57) örmény királyi herceg és trónörökös

  - N. (leány) (1323–?) korikoszi úrnő, férje Osin, Oghruy ura, 2 gyermek:
    - Oghruy Mária (–1377 után), az Ifjabb Mária királyné, 1. férje IV. (Neghiri) Konstantin (1324–1373) örmény király, 2. férje Matthieu Chappes (–1375), egyik házassagából sem születtek gyermekei
    - Oghruy Asot (1340/50–1387 után), örmény trónkövetelő, 1 fiú:
      - Torosz (–1387)